# Acrocercops heteroloba
Acrocercops heteroloba är en fjärilsart som beskrevs av Edward Meyrick 1932. Acrocercops heteroloba ingår i släktet Acrocercops och familjen styltmalar.
Artens utbredningsområde är Etiopien. Inga underarter finns listade i Catalogue of Life.